# Саво Цицовић
Саво Цицовић је био чувени травар из Подграба код Пала.

## Биографија
Рођен је 1950. године у Палама. На служењу војног рока у пјешадији по планинама Словеније заљубио се у природу почео да сакупља љековито биље по упутствима своје бабе која му је пренијела сва потребна знања. Организовао је многе секције које су такође сакупљале љековите биљке по Прачи, те Јахорини и Романији. Сваке године сушио је одређених 68 трава чијом комбинацијом је лијечио многе болести. За њега се прочуло надалеко, тако да су му долазили на лијечење из читаве бивше Југославије, а његови препарати могли су се купити чак и у швајцарским продавницама здраве хране.
У 62. години доживио је саобраћајну несрећу након које је морао на операцију, иако се готово сам излијечио љековитим травама. Од посљедица операције (грешком доктора зашивени су му туфери унутар тијела) умро је 2012. године.